# Tim Heubach
Tim Heubach (* 12. April 1988 in Neuss) ist ein deutscher Fußballspieler.

## Karriere
Heubach begann seine Laufbahn in der Jugend des Neusser Stadtteilklubs BV Weckhoven, ehe er in der C-Jugend zum TSV Norf in die Niederrheinliga wechselte. 2003 ging er zu Borussia Mönchengladbach, wo er bis 2007 in den Jugendabteilungen spielte und ab 2007 für die in der vierten Liga spielende zweite Mannschaft der Borussen, bei der er Mannschaftskapitän wurde. Im November 2008 stand er beim Unentschieden von Borussia Mönchengladbach gegen den FC Bayern München im Kader der ersten Mannschaft, kam jedoch nicht zum Einsatz. Zur Saison 2009/10 erhielt er bei den Borussen einen Profivertrag, spielte jedoch weiterhin nur für die zweite Mannschaft.
Im Sommer 2012 wechselte er ablösefrei zum Zweitligisten FSV Frankfurt, wo er einen Vertrag bis 2014 mit Option auf ein weiteres Jahr erhielt. Am 5. August 2012 bestritt er beim Unentschieden des FSV gegen den SV Sandhausen sein erstes Profispiel. Unter Trainer Benno Möhlmann konnte sich der Innenverteidiger in der Hinrunde als Stammspieler etablieren. Aufgrund einer Schambeinentzündung kam er in der Rückrunde nicht mehr zum Einsatz, nach einer Adduktoren-Operation im Sommer 2013 verpasste er auch die komplette Hinrunde der folgenden Saison.
Zur Saison 2014/15 wechselte Heubach zum 1. FC Kaiserslautern. Hier unterschrieb er einen Dreijahresvertrag. Seinen Wechsel zum fünfmaligen israelischen Meister und Erstliga-Aufsteiger Maccabi Netanja teilte Heubach am 4. August 2017 mit. Hier stand er bis Juli 2020 unter Vertrag. Für den Verein aus absolvierte er 75 Spiele in der ersten Liga, der Ligat ha’Al. Nach Vertragsende war er vertrags- und vereinslos. Am 12. Dezember 2020 ging er nach Shah Alam in Malaysia in die dortige erste Liga, der Malaysia Super League, wo er einen Vertrag beim Selangor FC unterschrieb.
Zur Rückrunde der Saison 2021/22 wechselte er in seine Heimat an den Niederrhein in die Bezirksliga Niederrhein 1 zum VfL Jüchen-Garzweiler, wo er seine Profikarriere ausklingen lassen möchte.